# Casiquiare
Il Casiquiare è un corso d'acqua naturale del Sud America, che unisce i bacini del Rio delle Amazzoni a quello dell'Orinoco. Scorre principalmente in Venezuela, e per parte del suo corso determina il confine tra questo Stato e la Colombia.
Le sue caratteristiche idrauliche sono, se non uniche, assai rare, tanto da essere chiamato dai locali canale o braccio piuttosto che fiume.

## Geografia
Il fiume non ha una sorgente vera e propria, ma ha origine da una biforcazione dell'Orinoco sulla sua riva sinistra. La quota della biforcazione è di 123 m s.l.m. ed è posta 32 km a valle della Missione Esmeralda; la larghezza all'origine è circa 120 m e dell'Orinoco drena circa un terzo delle acque. Nel punto d'origine la corrente ha una velocità di un chilometro l'ora.
L'andamento del fiume è in direzione sud-ovest; attraversa una zona piatta della foresta tropicale con numerosi meandri, e nel suo corso riceve numerosi affluenti da entrambe le rive.
La foce è sul Rio Guaina presso la città di San Carlos de Río Negro ad una quota di 91 m.s.l.m.; dall'unione dei due fiumi il corso d'acqua viene chiamato Rio Negro. Alla foce la larghezza è di circa 600 metri e la velocità può raggiungere i 10 km/h nei periodi di piena. Nel periodo di piena si apre un braccio secondario chiamato Canale Itinivini, che sfocia anch'esso nel Rio Negro, ma circa 50 km più a valle della foce perenne.
La lunghezza del corso d'acqua è di 326 km ed il suo bacino imbrifero è di 43200 km².
Le principali città sul suo corso sono San Carlos de Rio Negro alla frontiera tra Colombia e Venezuela e Solano in Venezuela.
La parte settentrionale del fiume è all'interno d'una riserva naturale localizzata nel rettangolo identificato tra le coordinate 0° 30'N 62° 45'W e 4°40'N 66°34'W ed chiamata Reserva dei Biosfera Alto Orinoco Casiquiare dall'anno 1993.

### Particolarità dell'origine
Nella zona originaria il letto del fiume è posto su di un tavolato basaltico scarsamente erodibile; gli affluenti di destra apportano al fiume notevoli quantità di sabbia grossa mentre, quelli di sinistra acqua più chiara: le acque non si miscelano e quelle della riva destra sono più torbide. Nel tratto antecedente alla biforcazione, l'Orinoco attraversa prima una strettoia e successivamente un allargamento; in questo allargamento la velocità delle acque diminuisce e la rena si deposita sul fondo creando un dosso immerso. Il dosso crea una differente velocità tra le correnti almeno a livello di fondale e questo crea una separazione in corrispondenza d'un meandro.
È possibile vedere tale barena dalle fotografie satellitari in periodo di magra.

## Scoperta ed esplorazione

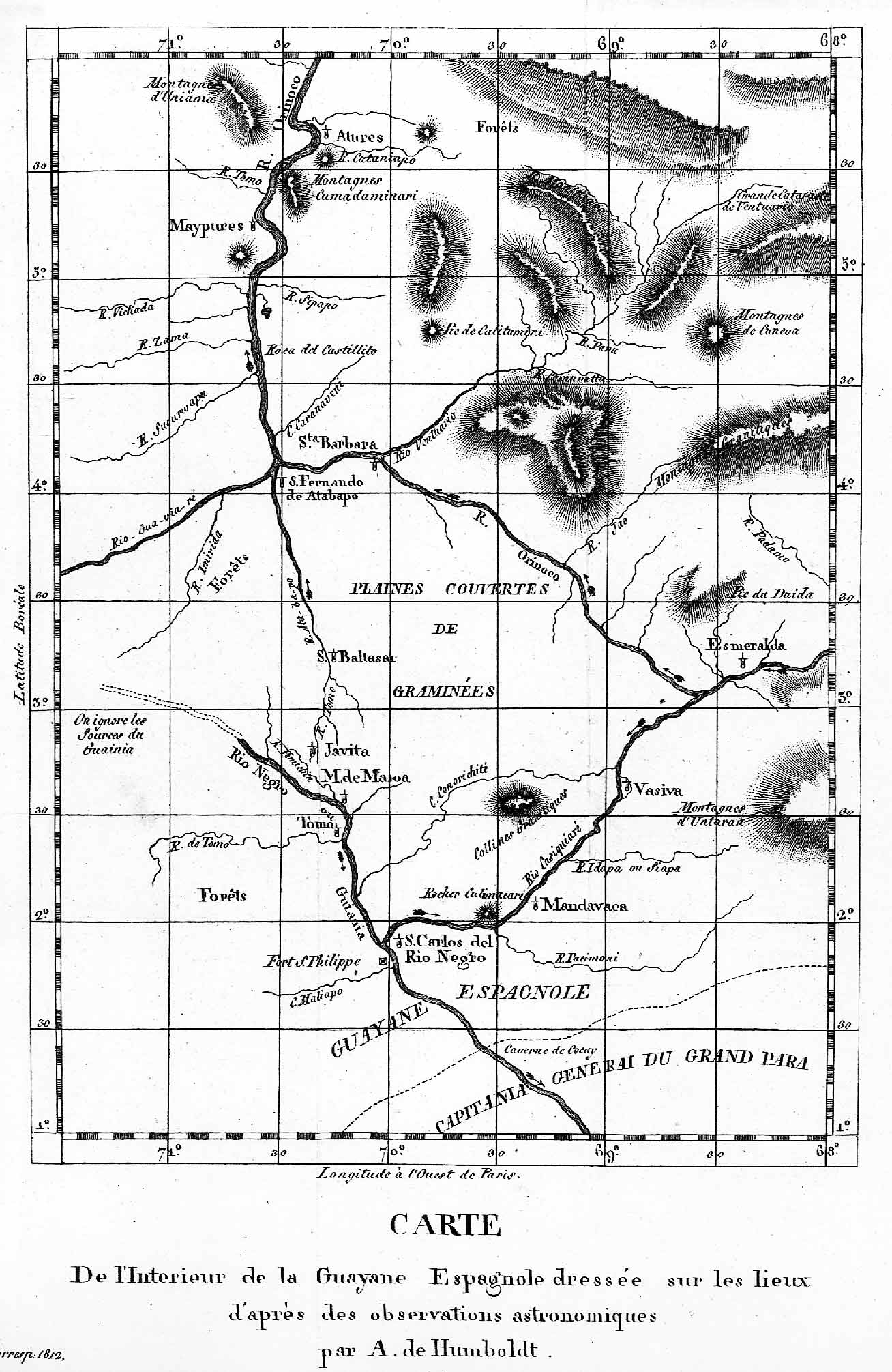
Mappa del Casiquiare basata sulle osservazioni di Alexander von Humboldt.

In Amazzonia i corsi d'acqua sono stati sempre usati dalle popolazioni locali come vie di comunicazione ed il Casiquiare non è stato un'eccezione.
Si ritiene che Lope de Aguirre fu, nel 1561, il primo europeo vi abbia navigato: dai resoconti dei suoi viaggi è possibile vi sia passato, ma se lo fece non ne comprese l'importanza geografica.
Nel 1744 il missionario gesuita Manuel Román, navigando sull'Orinoco, ebbe la ventura d'incontrare dei mercanti di schiavi portoghesi provenienti dal Brasile; li seguì nel loro ritorno fino raggiungere il Rio Negro ed una volta avuta la prova dell'esistenza del collegamento tra i due bacini ritornò indietro per la medesima via. Del suo viaggio lasciò una descrizione dettagliata e tale fu sufficiente perché una commissione ispano-portoghese, dopo una ricognizione nel 1755, stabilisse il confine tra i possedimenti l'anno successivo. In Europa il racconto del Román venne ripreso da Le Condamine ed altri ma venne accolto con estrema incredulità.
Nel 1800 i naturalisti Alexander von Humboldt e Aimé Bonpland esplorarono il fiume e tracciarono una mappa dettagliata del suo corso, che venne pubblicata nel 1812. Nel 1950 il naturalista Vareschi effettuò una spedizione scientifica con strumentazioni più moderne, arrivando a determinare la particolarità dell'origine.

## Navigabilità ed economia
Il fiume è permanentemente navigabile da piccole e medie imbarcazioni, e in periodo di piena anche da grandi chiatte commerciali.
Nonostante la possibilità di unire due bacini fluviali importanti la navigazione commerciale è limitata alle necessità delle popolazioni rivierasche. Tra i motivi di tale scarso utilizzo vi sono la scarsità di popolazione presente nei due bacini, l'assenza di grandi miniere nella zona ed anche la scarsa sicurezza dei territori attraversati, specialmente dal lato colombiano.
Vi sono stati contatti tra i governi brasiliano e venezuelano per rendere navigabile perennemente il fiume e chiatte identificate come 100AB dalle autorità brasiliane, ma tali accordi non sono andati oltre progetti di massima. A frenarli è anche la possibilità di utilizzare un itinerario fluviale alternativo attraverso i fiumi Terni e Atabapo, che sono navigabili fino una zona paludosa nei pressi dell'Orinoco; con un canale di 17 km, superando una quota di 15 m, si potrebbe ottenere il medesimo risultato.
La zona è scarsamente popolata: nel 1992 vi risiedevano 150 000 abitanti, di cui un 10% indigeni delle foreste.
L'unica fonte d'inquinamento nota è il mercurio dovuto alle fasi di raffinazione dell'oro estratto illegalmente.